# San José Zocoteaca de Bravo
San José Zocoteaca de Bravo är en ort i Mexiko.   Den ligger i kommunen Santiago Tamazola och delstaten Oaxaca, i den sydöstra delen av landet, 210 km sydost om huvudstaden Mexico City. San José Zocoteaca de Bravo ligger 1 127 meter över havet och antalet invånare är 430.
Terrängen runt San José Zocoteaca de Bravo är huvudsakligen kuperad. San José Zocoteaca de Bravo ligger nere i en dal. Runt San José Zocoteaca de Bravo är det glesbefolkat, med 17 invånare per kvadratkilometer. Närmaste större samhälle är Mariscala de Juárez, 9,9 km norr om San José Zocoteaca de Bravo. I omgivningarna runt San José Zocoteaca de Bravo växer huvudsakligen savannskog.